# Józef Kluza
Józef Kluza (ur. 1919 w Zalipiu, zm. 13 lipca 1974 w Lanckoronie) – polski artysta malarz, rysownik, pedagog, wieloletni dyrektor Państwowego Liceum Sztuk Plastycznych w Krakowie, społecznik, prezes Zarządu Okręgu Związku Polskich Artystów Plastyków w Krakowie.
Postać związana z różnymi środowiskami krakowskimi: od artystycznych, jako prezes ZPAP, przez oficjalne związane z kręgiem władzy (był radnym miejskim oraz członkiem Komisji Kultury i Sztuki Rady Miasta Krakowa, należał do rządzącej Polskiej Zjednoczonej Partii Robotniczej), po prywatne kontakty z malarzami, ze światem teatru, filmu czy kabaretu Piwnica pod Baranami.

## Życiorys
Urodził się na Powiślu Dąbrowskim w Zalipiu w rodzinie nauczycielskiej. Studiował na Wydziale Malarstwa Akademii Sztuk Pięknych w Krakowie. Dyplom uzyskał w 1948 w pracowni prof. Zbigniewa Pronaszki.
W latach pięćdziesiątych XX wieku współtworzył formację artystyczną – Grupę MARG (Malarstwo, Architektura, Rzeźba, Grafika). Formację tę współtworzyli: Włodzimierz Buczek, Witold Damasiewicz, Zbigniew Grzybowski, Antoni Hajdecki, Antoni Haska, Włodzimierz Kunz, Marian Malina, Józef Marek, Tadeusz Ostaszewski, Jerzy Panek, Witold Skulicz, Jarosław Sowiński, Józef Szajna, Stanisław Wójtowicz.
Od 1949 podjął pracę pedagogiczną jako nauczyciel malarstwa i rysunku w Państwowym Liceum Sztuk Plastycznych w Krakowie, szkole utworzonej w 1946, której zalążkiem był Państwowy Instytut Sztuk Plastycznych. W latach 1952–1955 był zastępcą dyrektora tej szkoły – Włodzimierza Hodysa, historyka sztuki, profesora krakowskiej ASP.
Od 1955 pełnił funkcję dyrektora Państwowego Liceum Sztuk Plastycznych w Krakowie. Szkoła ta zawdzięcza Kluzie przeniesienie do nowej siedziby przy ulicy Mlaskotów 6, uroczyście otwartej w 1969. Specjalnie na potrzeby szkoły projektant główny Józef Gołąb z zespołem, w skład którego wchodzili: Teresa Lisowska-Gawłowska, Izabella Miczyńska, Zbigniew Jankowski, Bolesław Kapałka, Franciszek Prochal, Bolesław Prosner i Tadeusz Srebrnicki, zaprojektował nowoczesne lokum – gmach główny z rozmieszczonymi wokół atrium pracowniami plastycznymi i salą gimnastyczną, otoczony ogrodem. Państwowe Liceum Sztuk Plastycznych było udaną realizacją architektoniczną, zainspirowaną działalnością Waltera Gropiusa i Bauhausu w Dessau, w tym przemyśleniami Henry’ego Morrisa i ideami Herberta Reada. W nowym budynku, ministerialnym darem zainicjowana została szkolna kolekcja malarstwa współczesnego, poszerzana systematycznie dzięki staraniom Józefa Kluzy. W 2004 galeria ta otrzymała jego imię.
Do grona uczniów Józefa Kluzy należą architekci, malarze, rzeźbiarze, graficy, scenografowie, historycy sztuki oraz aktorzy i reżyserzy, m.in.: Stefan Berdak, Bronisław Chromy, Roman Cieślewicz, Jerzy Leopold Feiner, Ryszard Horowitz, Marian Konieczny, Zofia Kucówna, Adam Macedoński, Roman Polański, Zbigniew Rabsztyn, Franciszek Starowieyski, Jerzy Trela, Mieczysław Voit, Józef Wilkoń.
Znakomitą część swojego życia i sił Józef Kluza poświęcał Państwowemu Liceum Sztuk Plastycznych, ale znajdował też czas na pracę artystyczną i społeczną. Jego inicjatywy przyczyniły się do ożywienia krakowskiego środowiska artystycznego, któremu przez kilka lat przewodził jako prezes Związku Polskich Artystów Plastyków.
Jako ceniony malarz uczestniczył w dziesiątkach wystaw i festiwali w całej Polsce i za granicą, miał kilka wystaw indywidualnych. Był laureatem nagród i wyróżnień.
W 1974 w budynku krakowskiego PLSP miała miejsce Ogólnopolska Wystawa Liceów Plastycznych. Komisarzem tej wystawy był Józef Kluza, co wymagało od niego wielkiego zaangażowania i całorocznego wytężonego wysiłku, ale równocześnie stworzyło możliwość wyeksponowania dorobku oraz poziomu szkoły.
Zmarł 13 lipca 1974 w Lanckoronie nagle na zawał serca.
W macierzystym liceum ustanwiono tablic upamiętniającą jego osobę. Od dnia 13 października 2004 Państwowe Liceum Plastyczne w Krakowie nosi imię dyrektora Józefa Kluzy.

## Charakter twórczości
Artysta poruszał się w sferach tak odległych jak przedmiot, transpozycja, ekspresjonizm abstrakcyjny, art informel, aż po przestrzeń czystej abstrakcji, czerpał z doświadczeń pop artu i nowej figuracji.
W początkowym etapie twórczości Kluzy uwidoczniło się dążenie do swobodnej ekspresji poprzez stosowanie barwnych plam, linii itp., nie poddanych żadnym rygorom kompozycyjnym. Później neofiguratywne działania artysty były w pewnym sensie powrotem do malarstwa figuratywnego, które jednak w sposób świadomy było poddawane różnorodnym deformacjom. Sztuka Kluzy tego okresu miała ścisły związek z egzystencjalistycznym nurtem w filozofii, w myśl którego człowiek jawił się jako jednostka ludzka uwikłana w nieustające poczucie lęku, beznadziei czy niespełnienia. W ostatnim okresie twórczości nawiązał do tych tendencji w sztuce, które zrywały z dominacją abstrakcji i powróciły do sztuki przedstawiającej.

## Wybrane wystawy indywidualne
- 1971 – CBWA Zachęta, Warszawa – indywidualna wystawa malarstwa.
- 1971 – ZPAP – Biuro Wystaw Artystycznych w Krakowie, 1972
- 1978 – Pałac Sztuki, Towarzystwo Przyjaciół Sztuk Pięknych w Krakowie
- 1979 – BWA w Łodzi
- 1979 – BWA w Szczecinie

## Wybrane wystawy zbiorowe
- 1952 – Pałac Sztuki, Wystawa Malarstwa Krakowskiego Okręgu ZPAP, Kraków
- 1953 – Pałac Sztuki, Wystawa Malarstwa Krakowskiego Okręgu ZPAP, Kraków
- 1957 – I Wystawa Młodego Malarstwa i Rzeźby, BWA, Warszawa
- 1958 – II Wystawa Młodego Malarstwa i Rzeźby, BWA, Warszawa
- 1969 – „Złote Grono '69”, Biuro Wystaw Artystycznych w Zielonej Górze

## Odznaczenia i nagrody
- 1969 – Krzyż Kawalerski Orderu Odrodzenia Polski
- 1969 – Nagroda Miasta Krakowa w dziedzinie upowszechniania kultury